# Krzeczanówka
Krzeczanówka (ukr. Кричанівка) – wieś na Ukrainie, w obwodzie winnickim, w rejonie mohylowskim.
W czasach Rzeczypospolitej wieś leżała w województwie podolskim. Odpadła od Polski w wyniku II rozbioru.